# Вареники руські
Пироги руські (пол. pierogi ruskie), галицькі вареники — назва вареників, популярна у Польщі та на Західній Україні, назва та страва походять з регіону Червоної Русі (Східна Галичина). Руські пироги також відомі в Словаччині під назвою словац. bryndzové pirohy. 
Тісто готують з борошна, води і солі (іноді також яєць), а начинку з маси сирно-картопляної з додаванням солі, перцю і смаженої цибулі. Тісто розкочують до товщини близько 2 мм, начинку покривають тістом і кип'ятять у воді. Страву подають з шкварками, смаженою цибулею або сметаною. У Львові популярним було подавання руських вареників, посипаних кмином.
Деякі гурмани особливо цінують руські вареники, які готуються і потім смажаться. 
Ще в XIX столітті під назвою «вареники руські» розумілися вареники печені з різними начинками (включаючи м'ясо, капусту і гриби).
Після російського вторгнення в Україну у 2022 році багато польських закладів харчування та магазинів — через згадані вище помилкові асоціації — почали використовувати назву «пироги українські»(пол. pierogi ukraińskie) замість «пироги руські»(пол. pierogi ruskie) або просто «пироги з картоплею та сиром»(пол. pierogi z ziemniakami i serem).